# Epinannolene paraensis
Epinannolene paraensis är en mångfotingart som beskrevs av Jean-Paul Mauriès 1987. Epinannolene paraensis ingår i släktet Epinannolene och familjen Epinannolenidae. Inga underarter finns listade i Catalogue of Life.